# Яровий Анатолій Леонтійович
Анато́лій Лео́нтійович Ярови́й (1937 — 23 січня 2019) — український лікар-уролог, Заслужений лікар України. Почесний громадянин міста Миколаїв (2003).

## Життєпис
Народився у селі Ясинове, нині Подільського району Одеської області.
У 1964 році закінчив лікувальний факультет Одеського медичного інституту імені М. Пирогова. Проходив інтернатуру з хірургії та урології в Миколаївській обласній лікарні.
У 1970—1976 роках працював у Снігурівській ЦРЛ: лікарем-урологом, заступником головного лікаря з мережі. З 1976 року — лікар-ординатор Миколаївської міської лікарні № 3, з 1977 року — заступник головного лікаря з медичної частини.
З 1987 по 2007 роки — головний лікар Миколаївської лікарні швидкої медичної допомоги.
Обирався депутатом Миколаївської міської ради 22—24 скликань.

## Нагороди і почесні звання
У 1998 році був визначений «Громадянином року» у номінації «Охорона здоров'я».
Нагороджений почесними грамотами Міністерства охорони здоров'я України, ЦК профспілки медичних працівників України, обласної адміністрації, міського голови, управління охорони здоров'я області та міста.
Рішенням Миколаївської міської ради від 11 вересня 2003 року № 14/1 присвоєне звання «Почесний громадянин міста Миколаєва».
У 2007 році нагороджений відзнакою міського голови м. Миколаєва «За заслуги перед містом».